# Westtimor

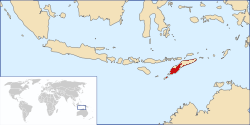
Lage Westtimors

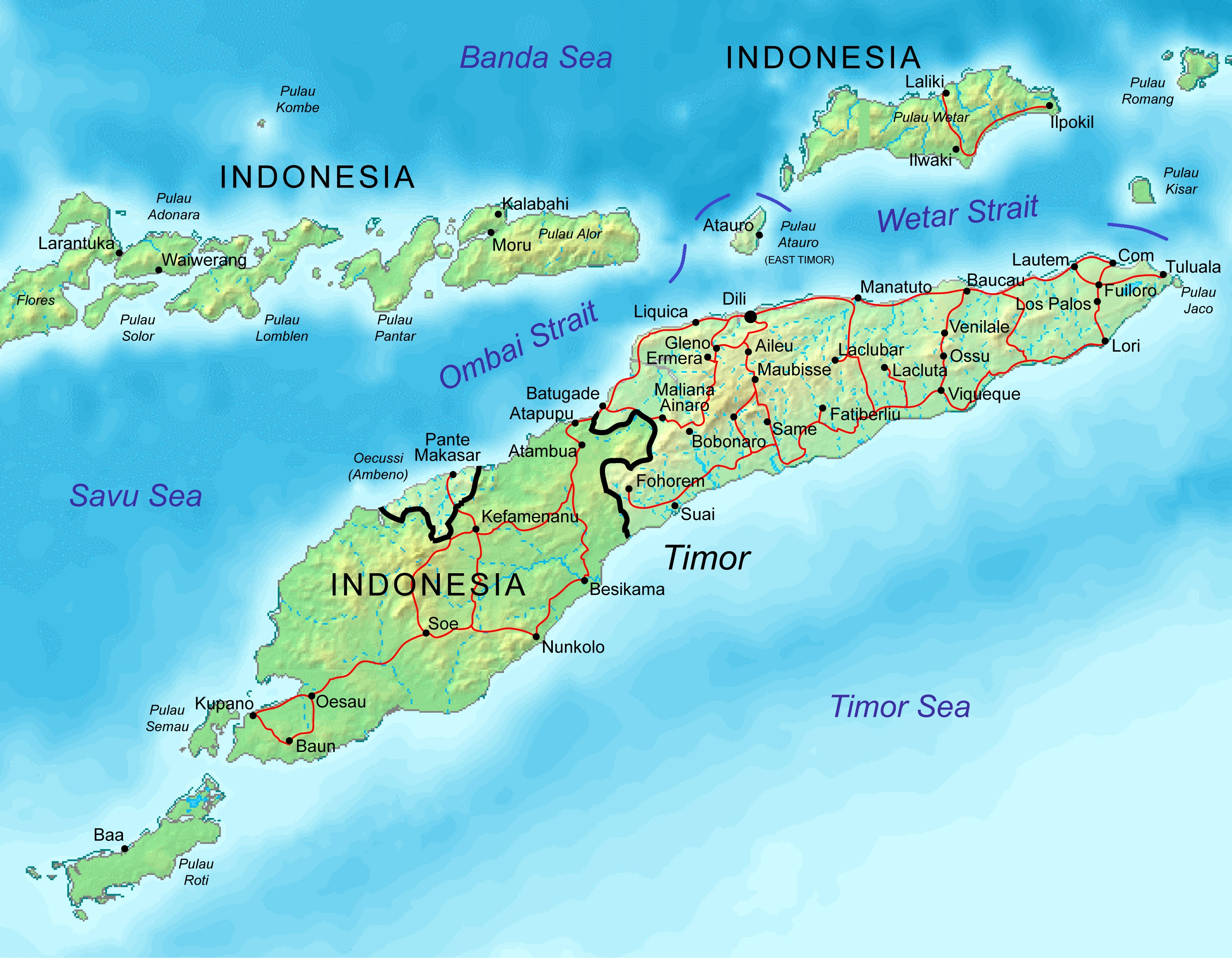
Karte der Insel Timor

Westtimor (indonesisch Timor Barat) bildet den westlichen Teil der politisch geteilten Insel Timor. Dies kann im engeren Sinne sowohl den indonesischen Teil Timors bezeichnen, als auch im Weiteren das indonesische Timor, zusammen mit der Exklave Oe-Cusse Ambeno, die zum Staat Osttimor gehört.

## Geographie

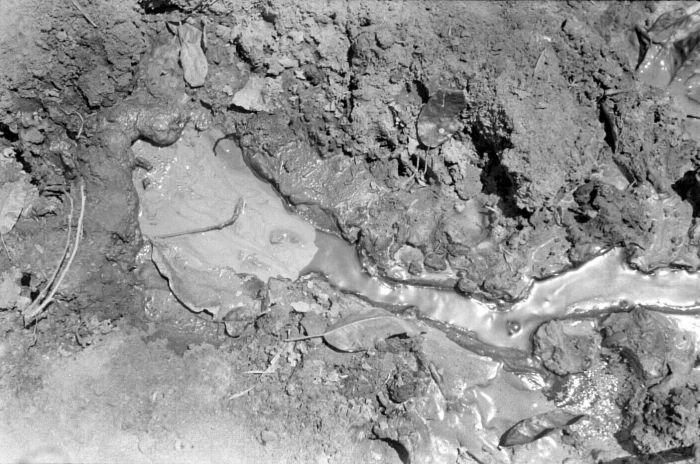
Schlammvulkan im Mutis-Gebirge (1937)

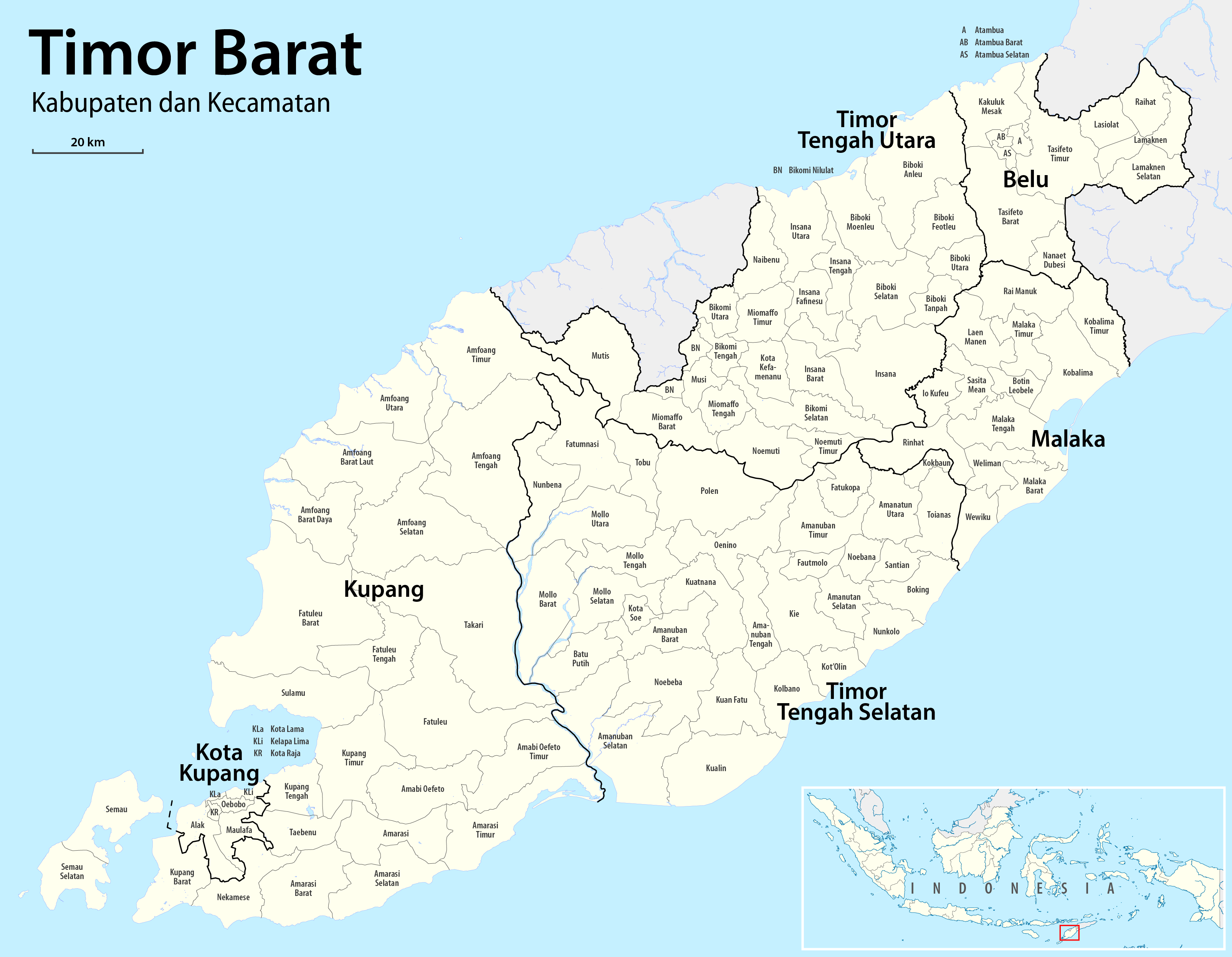
Verwaltungsgliederung des indonesischen Westtimor

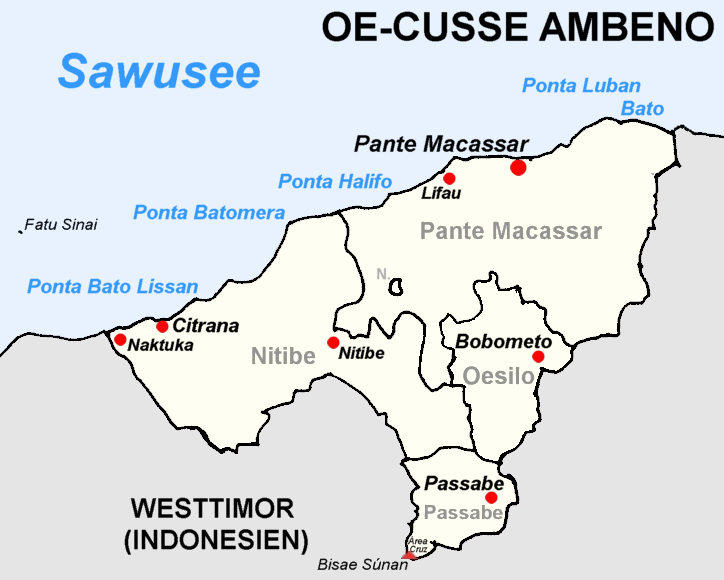
Oe-Cusse Ambeno (zu Osttimor)

Der Großteil von Westtimor gehört zur indonesischen Provinz Ost-Nusa-Tenggara mit der Hauptstadt Kupang an der Westspitze Timors. Der indonesische Westteil der Insel mit 16.861,25 km² teilt sich in die Stadt Kupang und die Regierungsbezirke (Kabupaten) Belu (Hauptstadt: Atambua), Kupang (inklusive der vorgelagerten Insel Semau; Hauptort: Kupang), Südzentraltimor (Hauptort: Soe) und Nordzentraltimor (Timor Tengah Utara; Hauptort: Kefamenanu). Am 14. Dezember 2012 wurde aus dem Süden Belus der neue Regierungsbezirk Malaka (Hauptort: Betun).
Das an der Nordküste liegende Gebiet von Oe-Cusse Ambeno mit 813,62 km² gehört zum Staat Osttimor. Hauptstadt der Sonderverwaltungsregion ist Pante Macassar.
Westtimor verdankt einer äußerst bewegten, erdgeschichtlichen Vergangenheit sein heutiges Aussehen, dessen besonderes Kennzeichen große Höhenunterschiede innerhalb kurzer Entfernungen sind. Mehr als 60 % der Oberfläche Westtimors bestehen aus weitgehend zerklüfteten Mittelgebirgslandschaften. Zahlreiche Flüsse und Flüsschen, die das Bergland und die Hochebenen entwässern, haben tiefe, V-förmige Täler in die gebirgige Landschaft gegraben. Der höchste Berg Westtimors ist der Mutis (2427 m).

### Klima
Westtimor bildet im Rahmen des allgemeinen Klimas des malaiischen Archipels keine Ausnahme: der westliche Teil der Insel Timor besitzt das charakteristische Monsunklima. Somit zeigt auch Timor das vertraute Bild Indonesiens: den Westmonsun in der einen Hälfte des Jahres, den Ostmonsun in der anderen. Der Westmonsun ist eine Zeit heftiger, wolkenbruchartiger Niederschläge in den Monaten Oktober bis Mai, der Ostmonsun eine Zeit extremer Trockenheit in der restlichen Zeit des Jahres.
In der Regenzeit werden diese Flüsse kurzfristig zu wilden, reißenden Wassermassen, die dann zu großen Verkehrs- und Kommunikationsproblemen führen. Diese isolierten Hochebenen und Gebirgslandschaften begünstigten in der Vergangenheit das Entstehen von politisch relativ autonomen Territorien.

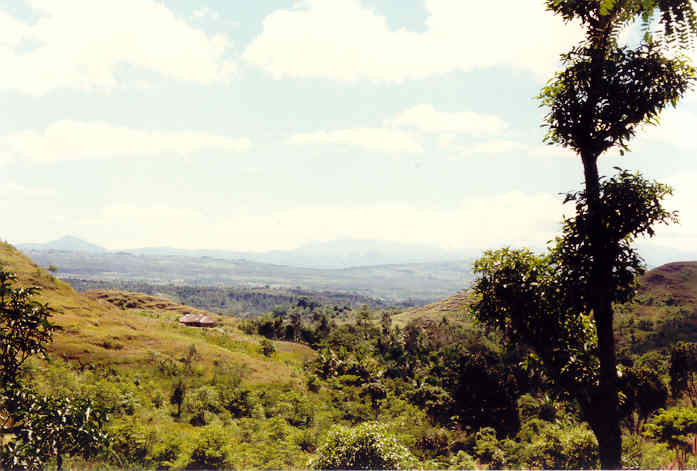
Regenzeit bei Soe (1990)
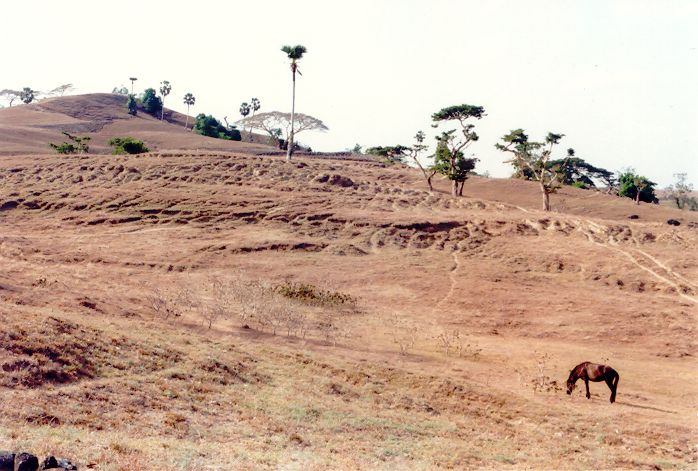
Trockenzeit in Fatu Le`u (1991)
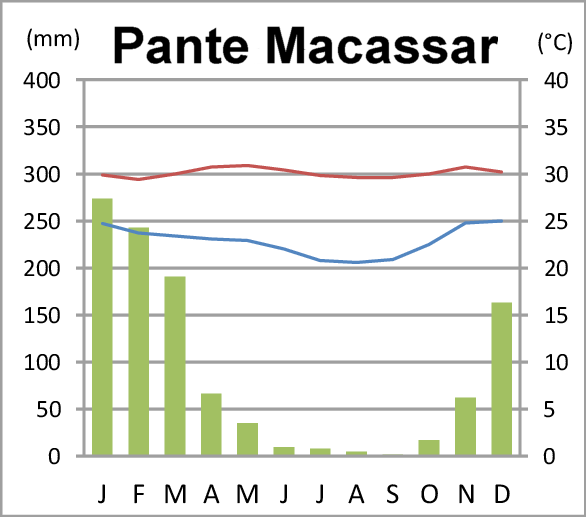
Klimadiagramm von Pante Macassar (Oe-Cusse Ambeno)

## Bevölkerung
Im indonesischen Teil Westtimors leben etwa 2.011.735 Einwohner (2020), im osttimoresischen Oe-Cusse Ambeno 68.913 Menschen (2015).
Die Atoin Meto bilden die dominierende Bevölkerung Westtimors. Der Name Atoin Meto bedeutet so viel wie Einheimische oder einheimische (indigene) Menschen (atoni, Mensch, meto, kulturintern, einheimisch, daher nicht fremd). Daneben finden sich ethnische Bezeichnungen wie  Atoni Pah Meto, die „Menschen des trockenen Landes“, eine Namenswahl, die sich auf den Siedlungsraum bezieht, oder lediglich Meto. In der Literatur findet man die abwertend empfundenen Fremdbezeichnungen Dawan, Orang Gunung beziehungsweise Timoresen, was zu Verwechslungen mit den Bewohnern des unabhängigen Osttimors führen kann. Sie leben in den niederen Bergregionen des Hinterlands, wo sie Höhen zwischen 500 m und 1000 m aus landwirtschaftlichen Gründen bevorzugen und besiedeln ganz Westtimor, mit Ausnahme des Regierungsbezirke Belu und Malaka an der Grenze zum Nachbarland Osttimor. Hier siedeln hauptsächlich die Ethnien der Tetum, Bunak und Kemak, die mehrheitlich sonst in Osttimor leben. Die verschiedenen Gruppen sind durch eine Fülle wirtschaftlicher und sozialer Beziehungen miteinander verbunden.

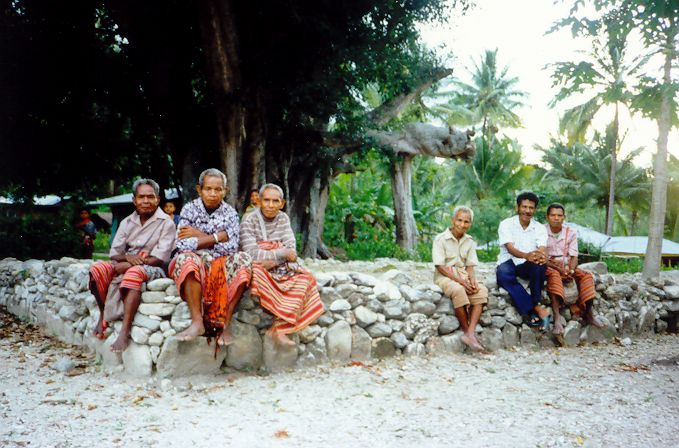
Alltags- und Ritualkleidung der Atoin Meto in Kuan Fatu (Süd-Amanuban) 1992

Die Sprachen Timors gliedern sich einerseits in Sprachen der austronesischen Sprachfamilie (Untergruppe Ostindonesisch des westaustronesischen Zweiges), andererseits existieren Sprachen eines nicht indonesischen Typs (vor allem im Osten), die ganz allgemein den Papuasprachen zugeordnet werden. Das Uab Meto, die Sprache der Atoin Meto, gehört genauso wie Tetum und Kemak zu den westaustronesischen Sprachen, während Bunak zu den Papuasprachen gezählt wird.
Außerdem werden im Westen der Insel die mit der Sprache der Atoin Meto verwandten Sprachen Helong und Rotinesisch gesprochen. Helong war die ursprüngliche Sprache in Kupang, ist aber weitgehend durch Bahasa Indonesia verdrängt worden und wird nur noch in wenigen Dörfern südlich der Stadt entlang der Ostküste und auf der Insel Semau gesprochen. Rotinesisch, die Sprache von der Insel Roti ist in viele Dialekte aufgesplittert. Rotinesen findet man in vielen Regionen Westtimors aufgrund des Umsiedlungsprogramms, das die Niederländer im 19. Jahrhundert durchgeführt haben.

### Religion in Westtimor

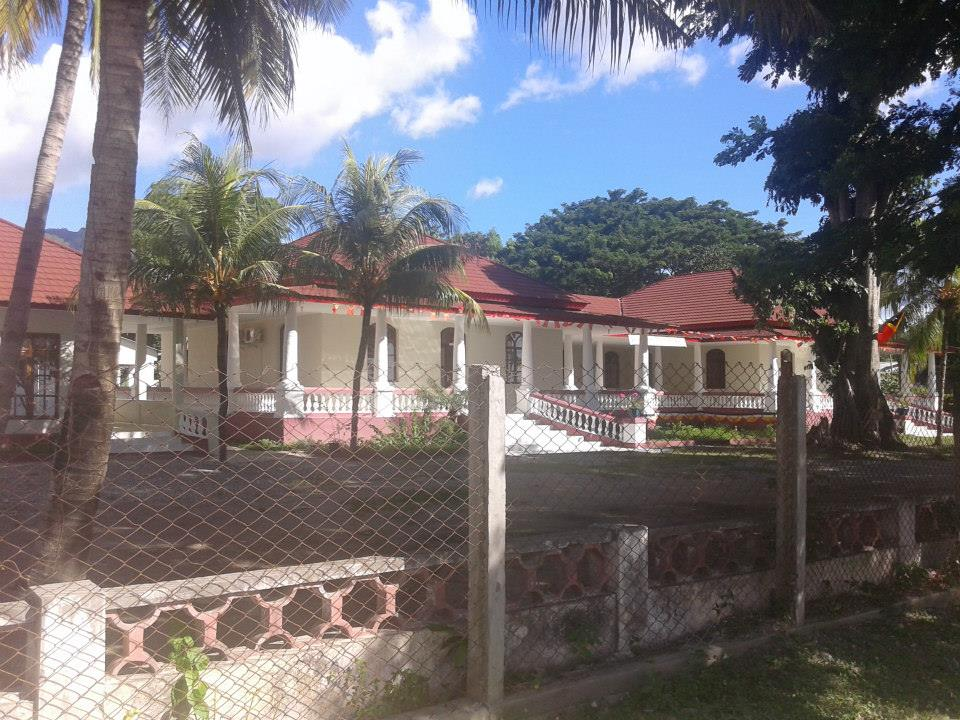
Dominikanerkonvent in Pante Macassar (Oe-Cusse Ambeno)

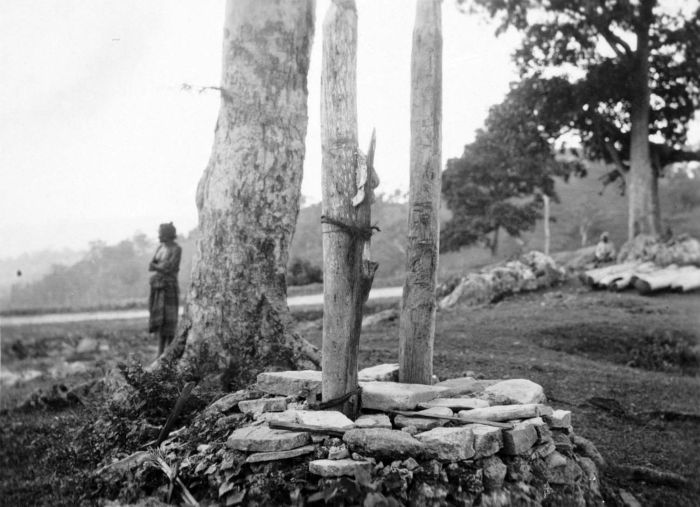
Animistischer Opferplatz in Niki-Niki, 1928/29

Westtimor ist eines der wenigen Gebiete in Indonesien, das heute hauptsächlich von Christen bewohnt wird. Die Religion spielt für die Bewohner der Insel eine wichtige Rolle, da viele Einwohner sich von den überwiegend muslimischen Indonesiern abgrenzen wollen.
Ursprünglich waren die Timoresen Animisten. Der Einfluss des Islams, der sich ab dem  15. Jahrhundert in Südostasien ausbreitete, erreichte Timor nicht. 1556 siedelten sich die ersten Dominikaner an und gründeten den Lifau (Lifao). Der Dominikaner António Taveira trieb die Missionierung Timors voran. Man konzentrierte sich dabei im späten 16. Jahrhundert auf die Königreiche an der Nord- und Südküste. Um 1640 hatten eine Handvoll Priester schon 10 Missionen und 22 Kirchen auf Timor gegründet. Es blieb aber eine Minderheit, die sich zum Christentum bekehren ließen. Ahnenkult und Geisterglaube blieben weit verbreitet.
Erst Mitte des 19. Jahrhunderts begann man mit einer großen katholischen Missionierung der Einheimischen, die jedoch erst im frühen 20. Jahrhundert mit dem Übertritt von 16 lokalen Fürsten erste Erfolge zeigte. Später folgten auch protestantische Missionare nach Westtimor.
Heute sind etwa 91 % der Einwohner Westtimors Christen, 56 % katholisch, 32 % evangelisch und 3 % gehören anderen christlichen Kirchen an. 8 % sind Muslime. Die Zahl der praktizierenden Christen ist sehr hoch, sie liegt bei etwa 80 bis 85 Prozent. Allerdings ergab eine Umfrage von 2001, dass noch immer mehr als 70 % der Bevölkerung gleichzeitig in Ahnenkult und Geisterglaube verwurzelt ist.
Im Osten Westtimors und in Oe-Cusse Ambeno ist der Anteil der Katholiken deutlich höher. So sind 96,5 % der knapp 500.000 Menschen im Bistum Atambua katholisch. Das Bistum Atambua ist dem Erzbistum Kupang unterstellt. Oe-Cusse Ambeno gehört zum osttimoresischen Erzbistum Dili.

## Geschichte

### Vorkoloniale Zeit

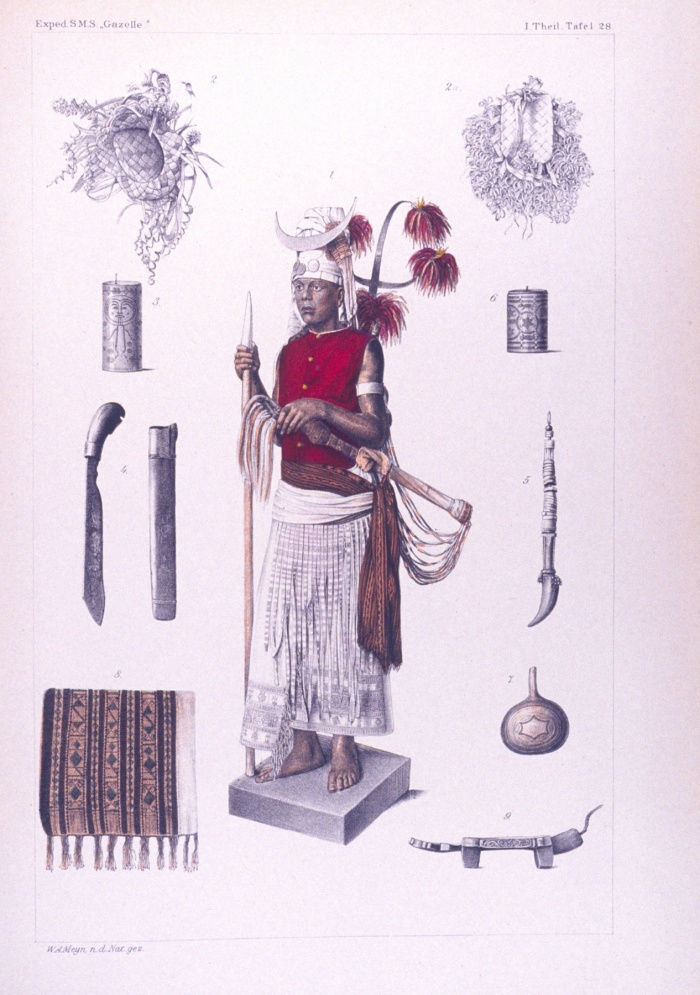
Krieger aus der Region um Kupang (1875). Stich aus dem Expeditionsbericht der Gazelle

Die Bevölkerung Timors kam im Rahmen der allgemeinen Besiedelung der Region auf die Insel. Anthropologen gehen davon aus, dass die Nachkommen dreier Einwanderungswellen hier leben, wodurch auch die ethnisch-kulturelle Vielfalt Timors zu erklären ist. Man vermutet, dass Australo-Melanesier etwa 40.000 bis 20.000 v. Chr., während der letzten Eiszeit, vom Norden und Westen her Timor erreichten. Die in Westtimor dominierenden Atoin Meto gelten als die Nachkommen dieser ersten Siedlungswelle, obwohl ihre Sprache zu den austronesischen Sprachen gehört. Ebenso die Helong, die ursprünglich die Region um Kupang besiedelten und von den Atoin Meto an die äußerste Westspitze der Insel verdrängt wurden. Um 3000 v. Chr. kamen aus dem Westen die Melanesier mit einer zweiten Einwanderungswelle und brachten die ovale Axt Kultur nach Timor. Die Bunak im Grenzland zu Osttimor gehören zu deren Nachkommen. Die letzten Völker, die nach Timor in vorgeschichtlicher Zeit einwanderten, waren die malaiischen Völker. Es gibt unterschiedliche Angaben, ob die Malaien in ein oder zwei Wellen Timor erreichten. Die Proto-Malaien aus Südchina und dem nördlichen Indochina erreichten Timor vermutlich 2500 v. Chr. Sie breiteten sich unter dem Druck der Expansion der mongoloiden Völker auf dem ganzen Archipel aus. Vermutlich um 500 n. Chr. wurden Deutero-Malaien (die aus Vermischungen der Proto-Malaien mit den mongoloiden Völkern hervorgingen) die dominierende Bevölkerung auf dem gesamten Archipel und erreichten auch Timor. Die Tetum im Osten Westtimors bilden die größte Ethnie in Osttimor und sind Nachkommen der malaiischen Einwanderer, ebenso die an der Grenze lebenden Kemak.
Kulturelle Kontakte jüngerer Zeit verdankt Westtimors dominierende Bevölkerung, die Atoin Meto, dem Interesse verschiedener asiatischer (Indien und China) und europäischer (Portugal und Niederlande) Händler an den ehemals sehr reichen Sandelholzbeständen der Insel. Dieser über Jahrhunderte stattfindende Sandelholzhandel mit Südostasien ging auch an den Kulturen Timors nicht spurlos vorüber. Alle Abnehmer des timoresischen Sandelholzes haben unter kulturellem Gesichtspunkt ihre Spuren hinterlassen.

### Portugiesen
1512 (andere Quellen nennen 1509 oder 1511) entdeckte der portugiesische Seefahrer António de Abreu als erster Europäer die Insel Timor auf der Suche nach den Gewürzinseln. Als die ersten Portugiesen Timor erreichten, fanden sie die Bevölkerung in viele kleine Königreiche (indones. kerajaan) gegliedert, die voneinander relativ unabhängig waren. Die Mitte der Insel beherrschte das Wehale (Wehali) Königreich mit seinen Verbündeten unter den Stämmen der Ethnien der Tetum, Bunak und Kemak. Die Tetum bildeten den Kern des Reiches. Die Hauptstadt Laran auf dem Gebiet des heutigen Westtimors bildete damals das spirituelle Zentrum der gesamten Insel. Dem Modell Wehales folgend entstand in Westtimor ein zweites Königreich, das des Sonba’i.
1556 gründeten die Dominikaner zur Sicherung des Sandelholzhandels den Ort Lifau, sechs Kilometer westlich des heutigen Pante Macassar. Portugal errichtete zuerst wenige Garnisonen und Handelsposten auf Timor. Erst als die Bedrohung durch die Niederländer zunahm, begannen die Portugiesen ihre Stellungen auszubauen. Niederländische Händler erreichten Timor erstmals 1568.
1640 bauten die Niederländer schließlich nahe Kupang ihre erste Festung auf Timor und die politische Teilung der Insel begann. Die Portugiesen begannen daraufhin 1642 unter Francisco Fernandes mit einer groß angelegten Invasion um ihre Kontrolle auch auf das Inselinnere auszuweiten. Begründet wurde dieses Vorgehen aber mit dem Schutz der christianisierten Herrscher der Küstenregion. Die vorangegangene Christianisierung unterstützte die Portugiesen bei ihrem schnellen und brutalen Sieg, da ihr Einfluss auf die Timoresen den Widerstand bereits geschwächt hatte. Fernandes zog zunächst durch das Gebiet von Sonba’i und eroberte dann in kurzer Zeit das Königreich Wehale, das als religiöses und politisches Zentrum der Insel galt. Nach dem Sieg nahm die Einwanderung der Topasse weiter zu. Sie waren Mestizen deren Vorfahren Einwohner der Inseln Solor und Flores und Portugiesen waren. Zentrum der Topasse wurde Lifau, die portugiesische Hauptbasis auf Timor. Später siedelten die Topasse auch im Landesinneren bei den heutigen Orten Kefamenanu und Niki-Niki. Von den einheimischen Herrschern wurde ihnen Land zugewiesen und so bildeten sie bald selbst ihre lokalen Königreiche, wie zum Beispiel Noimuti, und wurden eine Macht auf der Insel. Zwei Clans, die Hornay und die Costa kontrollierten zeitweise weite Teile Timors, was nicht ohne Konflikten zwischen ihnen vorging.

### Niederländer

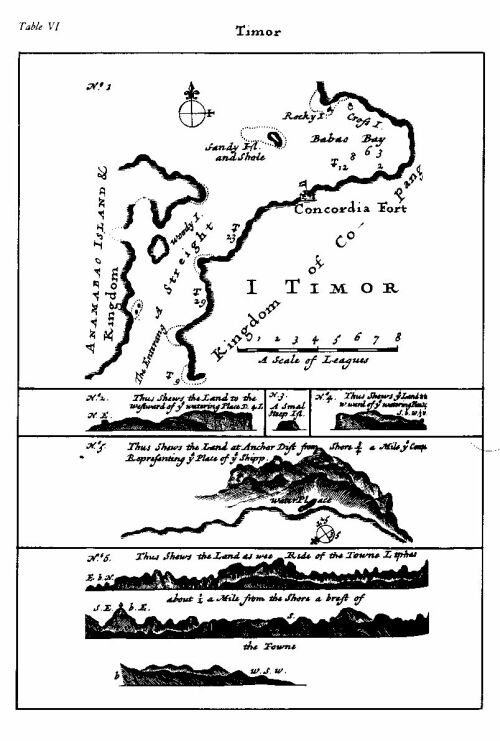
Das Reich von Kupang auf einer Karte von William Dampier, 1699

1640 bauten die Niederländer nahe Kupang ihre erste Festung auf Timor und die politische Teilung der Insel begann. Die Bucht von Kupang galt als der beste natürliche Hafen der gesamten Insel. Seit 1642 schützte wieder ein einfaches Fort den portugiesischen Posten. An ihm scheiterten 1644 zwei niederländische Angriffe. Zur besseren Verteidigung bauten die Dominikaner unter Antonio de São Jacointo 1647 eine neue Festung, doch 1653 zerstörten die Niederländer den portugiesischen Posten und eroberten ihn schließlich am 27. Januar 1656 mit einer starken Streitmacht unter General Arnold de Vlamigh van Outshoorn. Allerdings mussten die Niederländer sich gleich wieder aufgrund von schweren Verlusten aus der Festung zurückziehen, nachdem sie den Topasse außerhalb Kupangs gefolgt waren. Die niederländische Einflusssphäre blieb aber vorläufig auf diese Region Timors beschränkt, wenn man von Maubara absieht, das 1667 an die Niederländer fiel. Bis zur endgültigen Eroberung der portugiesischen Festung in der Bucht von Kupang 1688 schloss die Niederländische Ostindien-Kompanie (VOC) Verträge mit den fünf kleinen Herrschern in diesem Gebiet, den „fünf loyalen Alliierten“ (Sonbai Kecil, Helong, Amabi 1665, Amfo'an 1683 und Taebenu 1688). In der Mitte des 18. Jahrhunderts war Timor aus portugiesischer Sicht in zwei Hälften geteilt. Der kleinere Westteil bestand aus der Provinz Servião mit 16 lokalen Königreichen und wurde von den Topasse kontrolliert. Die Osthälfte war die Provinz Belu (Bellum) und bestand aus 46 Königreichen. Dreimal versuchten die Topasse auch die Niederländer von Timor zu vertreiben. Als jedoch 1749 ein Angriff von Portugiesen und Topasse auf Kupang, trotz Übermacht, in einem Desaster endete, brach die Herrschaft beider in Westtimor zusammen. Bei der Schlacht von Penfui (heute liegt dort der Flughafen Kupangs) wurden der Capitão-Mor Gaspar da Costa und viele weitere Führer der Topasse getötet. Insgesamt sollen 40.000 Krieger der Topasse und ihrer Verbündeten umgekommen sein. Infolge der Niederlage brach die Herrschaft von Portugiesen und Topasse in Westtimor zusammen. Im April 1751 erhoben sich Liurais von Servião; einer Quelle nach soll Gaspar erst hier den Tod gefunden haben. 1752 griffen die Niederländer das Reich von Amarasi und das Topasse-Reich von Noimuti an. Diesen Angriff führte der Deutsche Hans Albrecht von Plüskow, der niederländischer Kommandant von Kupang war. Er sollte 1761 durch ein Mordkomplott der Topasse in Lifau umkommen. Die Niederländer nutzten diesen Feldzug auch zur Sklavenjagd, um den Bedarf der Plantagen auf den Molukken zu bedienen. Der Bischof von Malakka brandmarkte 1752 den holländischen Handel von Sklaven, die auch an Chinesen und Araber verkauft wurden, als Verbrechen, das bei Katholiken zur Exkommunikation führen würde. 1755 schickte die Niederländische Ostindien-Kompanie (VOC) den Johannes Andreas Paravicini, um mit den Herrschern auf verschiedenen der Kleinen Sundainseln Verträge auszuhandeln. 1756 schlossen 48 Kleinkönige Solors, Rotis, Sawus, Sumbas und einem Großteil Westtimors Bündnisse mit der VOC. Dies war der Beginn der niederländischen Herrschaft im heute indonesischen Westtimor. Darunter auch ein gewisser Jacinto Correa (Hiacijinto Corea), König von Wewiku-Wehale und Großfürst von Belu, der auch im Namen von 27 ihm abhängiger Gebiete im Zentrum Timors den dubiosen Vertrag von Paravicini unterschrieb. Zum Glück für die Portugiesen war Wehale nicht mehr mächtig genug, alle lokale Herrscher auf die Seite der Niederländer zu ziehen. So blieben die östlichen ehemaligen Vasallen Wehales unter der Flagge Portugals, während Wehale selbst unter niederländische Herrschaft fiel.

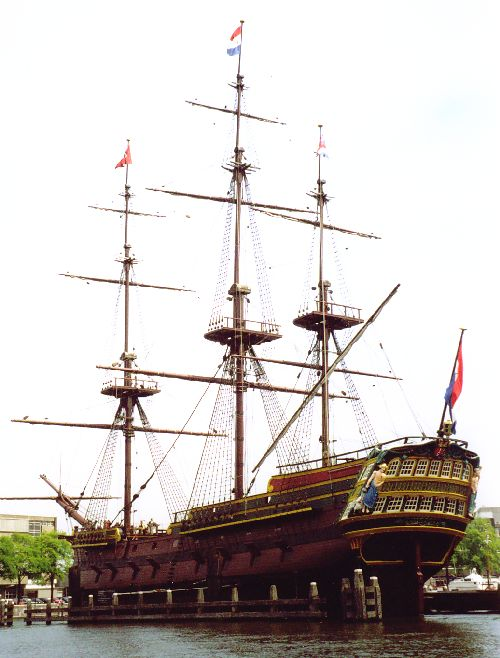
Nachbau eines holländischen Ostindienfahrers von 1748

Am 11. August 1769 wurde der portugiesische Gouverneur António José Teles de Meneses durch die Topasse gezwungen Lifau zu verlassen. Neue Hauptstadt der Portugiesen auf Timor wurde Dili im Osten der Insel. Der Topasse Francisco da Hornay bot den Niederländern Lifau an, doch diese lehnten nach reiflicher Überlegung ab.
Die Macht der Niederländer war im Westen allerdings weiterhin begrenzt und lag in erster Linie in den Händen ihrer timoresischen Verbündeten. 1681 eroberten die Niederländer die westlich gelegene Insel Roti, von wo in Folge Sklaven nach Timor gebracht wurden. Außerdem rekrutierten die Niederländer dort Soldaten für ihre Armee und bauten Schulen, nachdem der dortige Herrscher 1729 zum Christentum konvertiert war. Aus den Rotinesen wurde eine gut ausgebildete Elite. Um sich diese als Gegengewicht zu den Timoresen nutzbar zu machen, förderten die Niederländer deren Einwanderung nach Westtimor, so dass sie noch heute hier präsent sind.
Doch auch die Niederländer hatten mit Rebellionen in den 1750er und 1780er Jahren zu kämpfen. Am schlimmsten war der erneute Verlust von Groß-Sonba’i. Der Herrscher Kau Sonbai brach ab 1783 offen mit den Niederländern, verließ Kupang und errichtete Sonba’i erneut als unabhängiges Reich im Landesinneren, indem er Niederländer und Portugiesen ständig gegeneinander ausspielte. Klein-Sonbai blieb unter niederländischer Kontrolle. Grund für die Rebellionen waren wohl die Mängel in der Verwaltung der VOC, die nun mit der Ausdehnung des Herrschaftsbereich offen zu Tage traten. Nach 1733 hatte die VOC einen akuten Mangel an Personal, aufgrund von Malariaepidemien in Batavia. Noch schlimmer war die Lage in Kupang, wo aufgrund der Malaria die Sterblichkeit unter den Europäern besonders hoch war. Ausgerechnet Paravicini, der die VOC in seinem Vertrag so sehr gelobt hatte, beschrieb ihr Personal als schlecht, unehrlich, gierig, grausam und Ungehorsam würde bei ihm wild wuchern. Sie zwangen die lokalen Herrscher Waren zu unverschämten Preisen zu kaufen und Opperhoofd (Siedler) nahmen die verarmten Rajas aus. Die timoresischen Reiche waren gezwungen Truppen und jährlich 200 Mann zum Goldwaschen in den Bergen abzustellen. Weder die Militärexpeditionen, noch die Goldsuche brachten den gewünschten Erfolg. Dafür stieg die Unzufriedenheit unter den Timoresen. Auch weil Unfälle bei der Goldsuche auch für die Regenten gefährlich werden konnten. Ein Niederländer berichtet 1777, als fünf Goldminen eingestürzt waren, dass Verwandte der Opfer Rache an den Herrschern üben könnten, die sie zur Goldsuche geschickt hatten. Dazu kamen Probleme mit der Korruption und auch mit den Mardijkers, dem niederländischen Äquivalent zu den Topasse, die aber zumeist nicht den christlichen Glauben angenommen hatten. Sie galten als arrogante Gruppe, die danach strebte ihren Einfluss in der Region auszudehnen.
William Bligh erreichte mit seinen Getreuen 1789 Kupang, nachdem er bei der Meuterei auf der Bounty auf See ausgesetzt wurde.

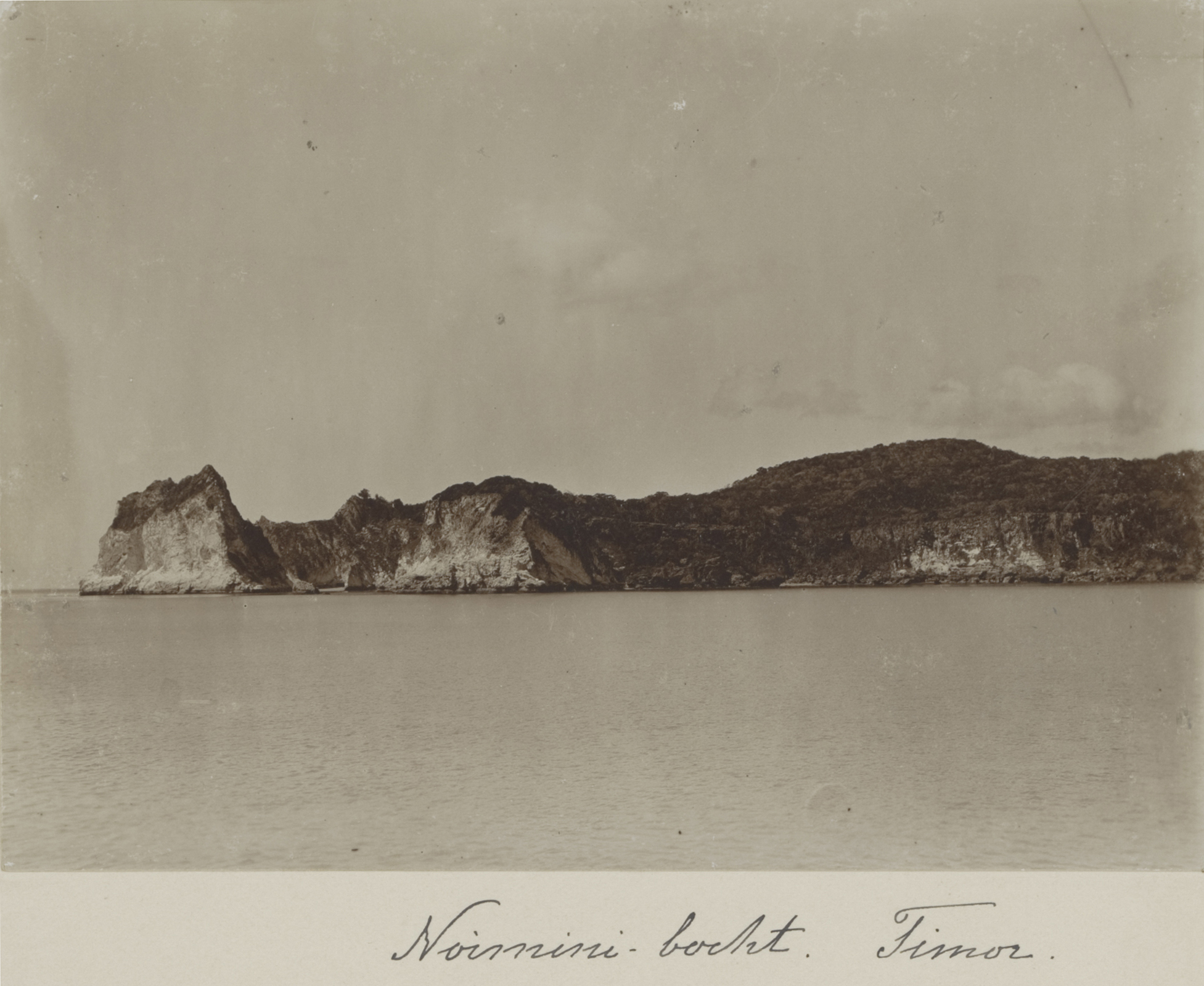
Noimini-Bucht an der Südküste Westtimors. Foto der Siboga-Expedition von Max Wilhelm Carl Weber (1899/1900).

1790 wurde eine Rebellion in Sonba’i und Maubara von den Niederländern niedergeschlagen, doch die Kolonie blieb bis ins 19. Jahrhundert weiter unruhig und den Niederländern gelang es nicht das Inselinnere unter ihre Kontrolle zu bringen. 1799 ging die Niederländische Ostindien-Kompanie bankrott und die niederländische Regierung übernahm die Herrschaft über Westtimor, ohne allerdings großes Interesse an dem wirtschaftlich wenig interessanten und fernen Kupang zu zeigen. Der Handel wurde in erster Linie von Chinesen betrieben.
1797 versuchten die Engländer Kupang zu besetzen, da man befürchtete, dass sich hier Frankreich festsetzen könnte. Die Briten wurden aber vom niederländischen Kommandanten mit Hilfe von Einheimischen und Sklaven vertrieben. Während der napoleonischen Kriege gelang den Engländern 1811 die Besetzung Kupangs. 1812 wurde die britische Kontrolle auf das gesamte niederländische Westtimor ausgedehnt. Erst nach der Rückkehr der Oranier auf den niederländischen Thron erhielten die Niederländer am 7. Oktober 1816 offiziell ihre timoresische Besitzungen zurück. Bereits 1815 hatten niederländische Truppen erfolglos versucht, den rebellischen Raja von Amanuban (Amanubang) wieder unter ihre Kontrolle zu bringen. Er war ein christlicher Herrscher in Westtimor, der in Kupang ausgebildet worden war und auch die niederländische Kolonialmetropole Batavia besucht hatte. 1816 scheiterte eine zweite Militärexpedition katastrophal aufgrund der Guerillataktik der Timoresen. 60 niederländische Soldaten verloren das Leben, während die Rebellen nur sechs Opfer beklagen mussten. Noch bis 1915 mussten die Niederländer fast jedes Jahr Militärexpeditionen ins Landesinnere entsenden um die einheimische Bevölkerung zu befrieden, meist gegen das Reich von Amanuban.
1851 kam der portugiesische Gouverneur José Joaquim Lopes de Lima mit den Niederländern zu einer Vereinbarung über die kolonialen Grenzen in Timor, allerdings ohne Autorisation von Lissabon. Darin wurde der Westteil außer der Exklave Oe-Cusse Ambeno an die Niederländer abgetreten. Unnötig zu sagen, dass der Gouverneur in Ungnade fiel und abgesetzt wurde, als Lissabon von dem Vertrag erfuhr. Doch die Vereinbarungen konnten nicht mehr rückgängig gemacht werden, auch wenn der Vertrag über die Grenzen 1854 neu verhandelt wurde und erst 1859 als Vertrag von Lissabon ratifiziert wurde. Die verschiedenen kleinen Königreiche Timors wurden unter niederländischer und portugiesischer Autorität aufgeteilt. Der Vertrag hatte aber einige Schwachpunkte. Je eine Enklave ohne Meereszugang verblieb jeweils im Territorium der anderen Seite. Zudem waren die ungenauen Grenzen der timoresischen Reiche und ihre traditionellen Ansprüche Grundlage für die koloniale Grenzziehung.

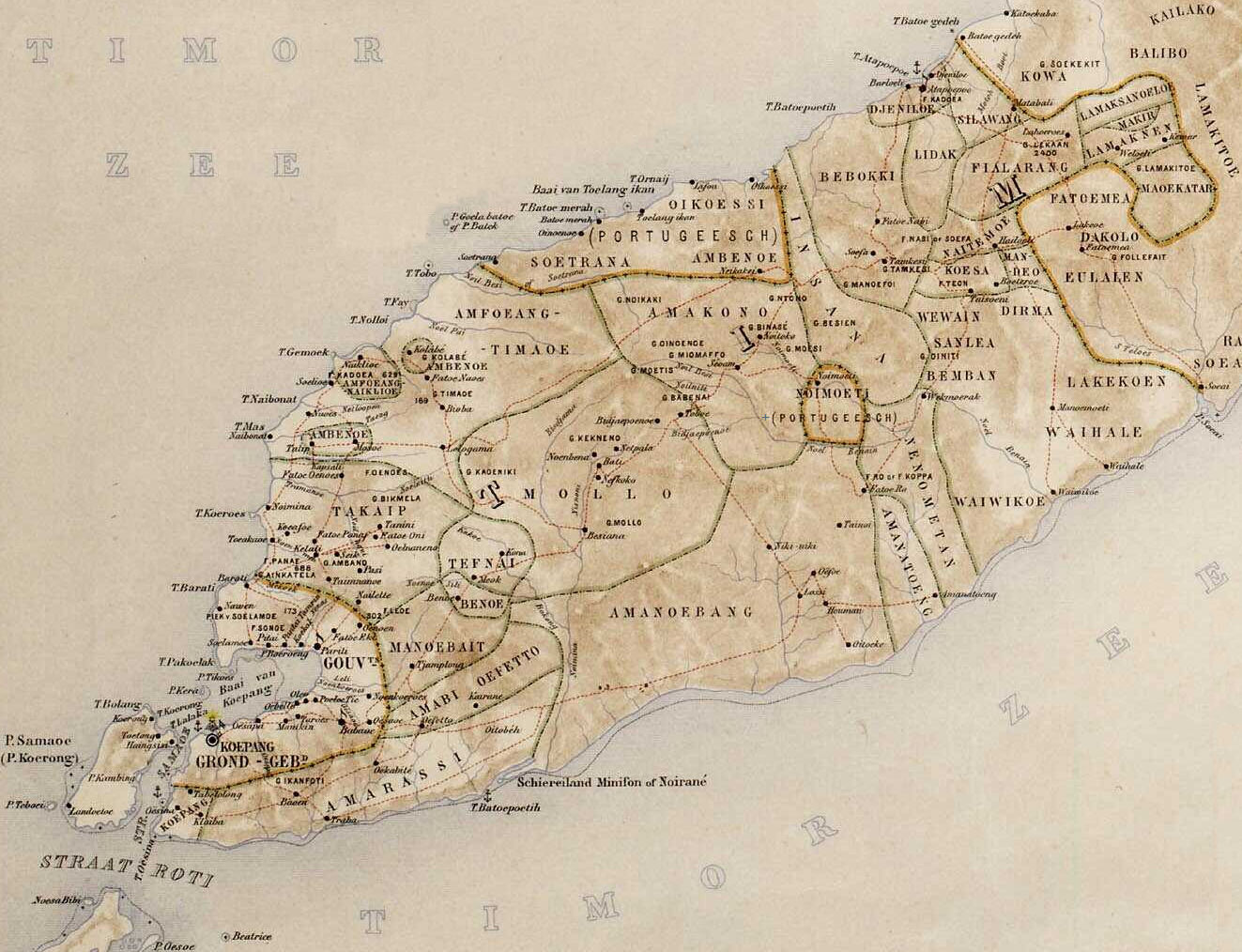
Niederländische Karte von 1898

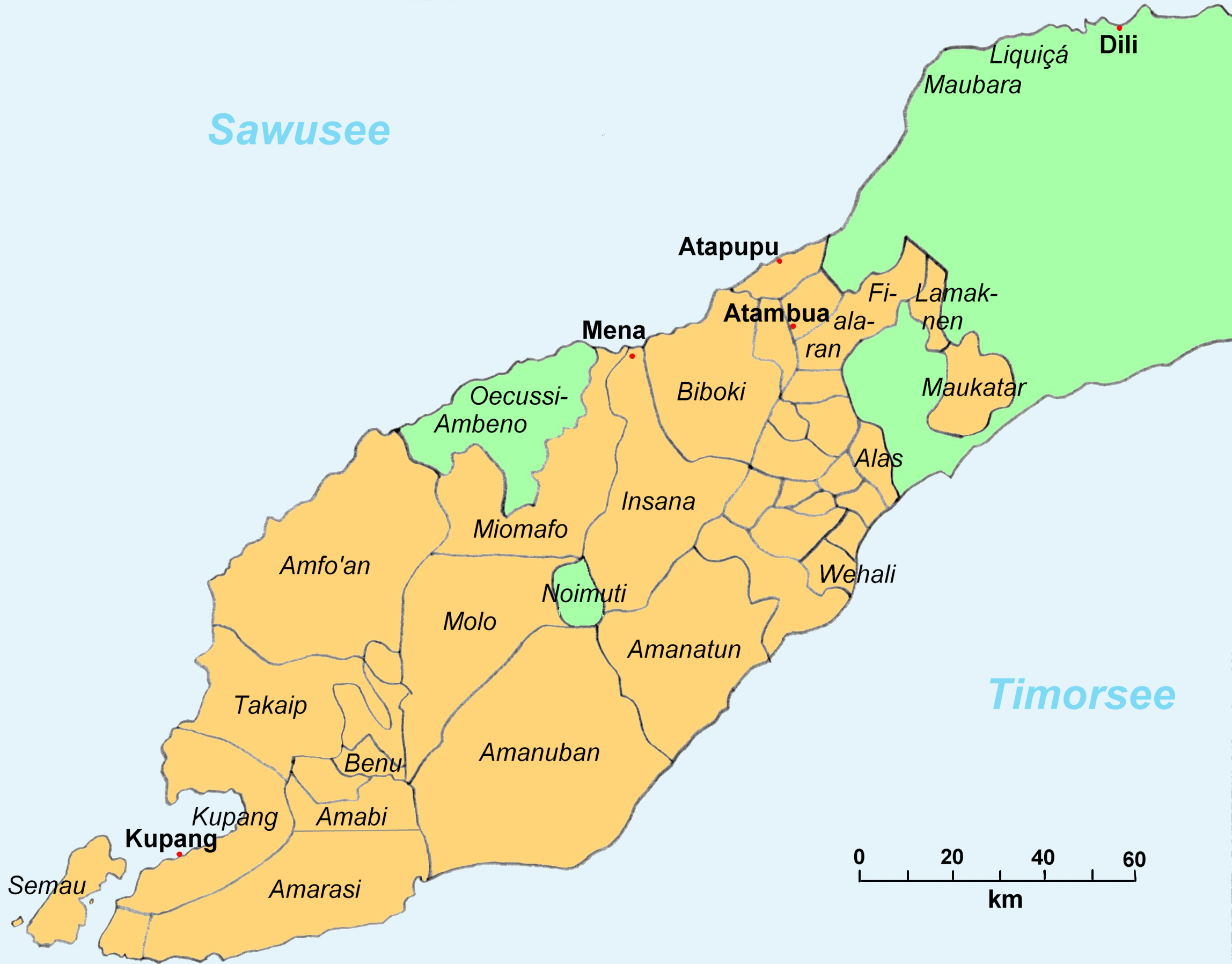
Niederländisch- (orange) und Portugiesisch-Timor (grün) aus Sicht der Niederlande (1911)

Ab 1872 überließen die Niederländer „interne Angelegenheiten“ den einheimischen Herrschern, die damit ungehindert weiter Sklavenhandel und Piraterie betreiben konnten und Überfälle auf andere Orte ausübten. 1885 fiel mit Sonba’i jedoch eines der größeren Reiche Westtimors nach dem Tod des Rajas in Anarchie. 17 verschiedene Personen erhoben Anspruch auf den Thron. Als der niederländische Gouverneur und seine Garnison nicht in Kupang weilten, wurde sogar die koloniale Hauptstadt von Rebellen besetzt. Die Niederländer gaben daraufhin ihre Politik der Nichteinmischung in die inneren Angelegenheiten der von ihnen kontrollierten Herrscher auf. Der Generalgouverneur entsandte Truppen und stellte das Inselinnere unter Militärverwaltung. Die Herrscher wurden gezwungen erneut einen Vertrag (Korte Verklaring) zu unterzeichnen, in dem sie die Oberhoheit der Niederlande anerkannten und ihnen der Kontakt zu ausländischen Mächten untersagt wurde.
Erst nach drei weiteren Verhandlungen (1893, 1904 und 1913) zwischen den beiden Kolonialmächten konnte das Problem der endgültigen Grenzen gelöst werden. Am 17. August 1916 kam es in Den Haag zur Unterzeichnung des Vertrages, der die heute noch bestehende Grenze zwischen Ost- und Westtimor festlegte.
Das Gerangel um diese Grenze zwischen Portugal und den Niederlanden und die Ansichten Zugehörigkeit der einheimischen Bevölkerung zum Westen oder Osten hat bis in die heutige Zeit reichende Folgen. Verschiedene Ethnien, die Teil des Wehale Königreichs oder dessen enge Verbündete waren, wurden durch die Grenze geteilt. So leben heute Tetum, Bunak und Kemak sowohl im indonesischen Westtimor, als auch im unabhängigen Osttimor. Traditionell macht man sich unter diesen Völkern noch immer Gedanken über ein vereintes Timor.
Zwischen den verschiedenen timoresischen Reichen gab es Konflikte, die ihre Wurzeln bereits in der vorkolonialen Zeit hatten. Verschiedene Gründe konnten dann zum Ausbruch von bewaffneten Konflikten zwischen den Timoresen führen. So stritten die Mold und die Miomafo im südlichen Zentrum Westtimors zwischen 1760 und 1782 über Goldminen. 1864 bis 1870 kämpften Sonba’i und die
Sorbian von Amfo'an im Reich von Kupang um die Nutzungsrechte einiger Betelpalmen.
Die Niederländer hatten, ähnlich wie die Portugiesen im Ostteil der Insel Probleme mit der Finanzierung ihrer Kolonie. Der Kapitän der portugiesischen Korvette Sa de Bandeira berichtete von seinem Besuch 1869, dass die Niederländer seinen 21-Schuss-Begrüßungssalut nicht erwidern konnten, da ihnen Geschütze und Soldaten fehlten. Der portugiesische Kapitän sah darin ein Beispiel für die niederländische Art der „ökonomischen Verwaltung“. 1875 besuchte das deutsche Expeditionsschiff Gazelle Kupang auf seiner Weltumsegelung. Dabei wurden ausführliche Studien der Umgebung durchgeführt.

### Das 20. Jahrhundert

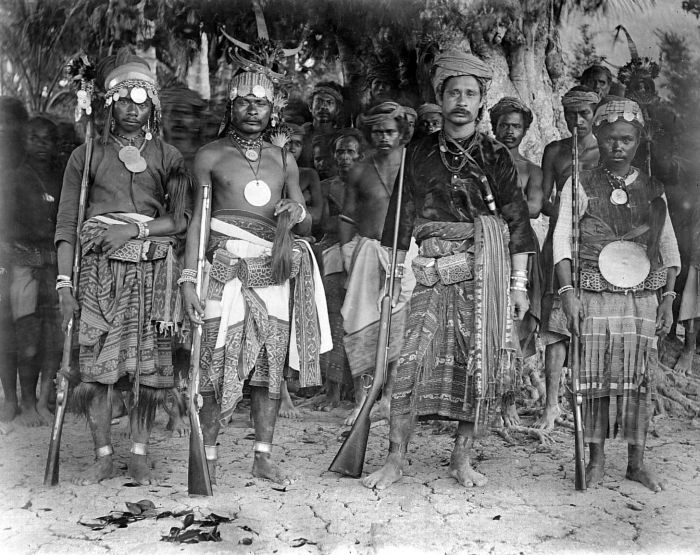
Der Herrscher von Amarasi und sein Gefolge (vor 1910)

Die fehlende Macht der Niederländer in Westtimor lässt sich an dem Umstand erkennen, dass sie 1904 nur mit militärischer Gewalt eine offizielle Audienz beim Herrscher von Wehale in dessen Hauptstadt Laran erzwingen konnten. Es war das erste direkte Aufeinandertreffen niederländischer Vertreter mit dem „Kaiser“ (Keizer) überhaupt.
1905 wollten die Niederländer die timoresischen Herrscher ihrer Kolonie endgültig unter ihre Kontrolle zu bringen. Die Liurai (oder Raja) wurden aufgefordert einen Eid auf die Niederlande zu schwören und ihre Autorität auf den niederländischen Verwalter zu übertragen. Im Gegenzug wollte man ihnen eine gewisse Autonomie in ihren Reichen gewähren. Die Steuereintreibung für die Niederländer sollten die Liurai übernehmen. Die Folge war ab 1906 der Ausbruch von Rebellionen in ganz Westtimor. Die Reaktion der Niederländer kam schnell. In Niki-Niki wurde der örtliche Liurai und seine Familie von niederländischen Truppen eingekreist, so dass diese Selbstmord beging. Die Rebellionen hielten bis 1916 an, als die Herrscher Westtimors die Niederländer als neue Herren akzeptieren mussten.
In den 1920er und 1930er Jahren entstanden erste politische Organisationen der einheimischen Bevölkerung, so 1922 der Timorsch Verbond, 1924 die Timor Evolutie und 1926 die Pesekutan Timor. 1933 bildeten timoresische Studenten in Bandung die Timorschen Jongeren. Diese Entwicklung lief entgegen jener im portugiesischen Osttimor, wo die Diktatur politische Arbeit unterdrückte. Auch die Perserikatan Nasional Indonesia (PNI) begann Einfluss in Westtimor zu gewinnen und die Kommunistische Partei Indonesiens (PKI) eröffnete 1925 eine Zweigstelle in Kupang. Dort verlangte sie die Senkung der Steuern und das Ende der Zwangsarbeit, was zur Inhaftierung und Verbannung ihres Führers Christian Pandie führte.

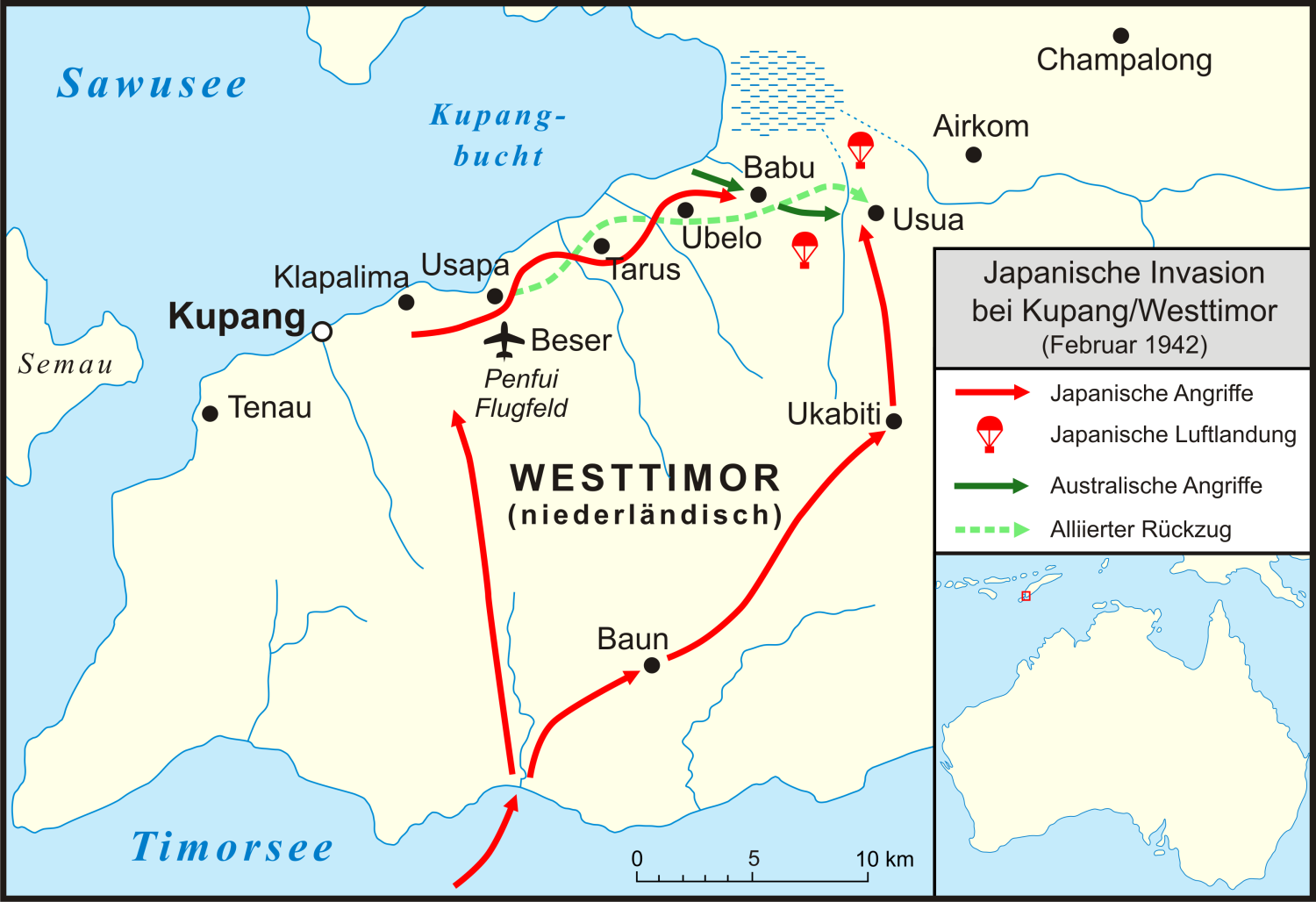
Japanische Invasion bei Kupang (1942)

Im Zweiten Weltkrieg wurde Timor von der japanischen Armee besetzt. In der Nacht vom 19. zum 20. Februar 1942 landeten japanische Einheiten bei Kupang und brachten bis Ende des Monats fast ganz Westtimor unter ihre Kontrolle. Die Japaner kapitulierten in Westtimor offiziell erst am 11. September 1945 bei einer Zeremonie auf der australischen HMAS Moresby. 1949 wurde Westtimor als Teil Indonesiens von den Niederlanden unabhängig.
Knapp ein Jahr hatte die aus Sulawesi stammende Permesta-Bewegung das indonesische Westtimor unter ihrer Kontrolle. Die angeblich vom CIA unterstützte Bewegung kämpfte gegen die Zentralregierung in Jakarta, bis sie im März 1958 von indonesischen Truppen besiegt wurde. 14 Angehörige von Permesta gelang die Flucht in die portugiesische Exklave Oe-Cusse Ambeno. Sie sollen in Portugiesisch-Timor für die Viqueque-Rebellion 1959 verantwortlich gewesen sein.
Die lokale Verwaltung blieb bis 1958 in den Händen der Liurai. Trotz ihrer späteren Entmachtung, haben ihre Familien noch heute großen Einfluss in der Gesellschaft Westtimors. Seit 1988 wird verstärkt versucht, die Region zu entwickeln.

## Wirtschaftliche Grundlagen

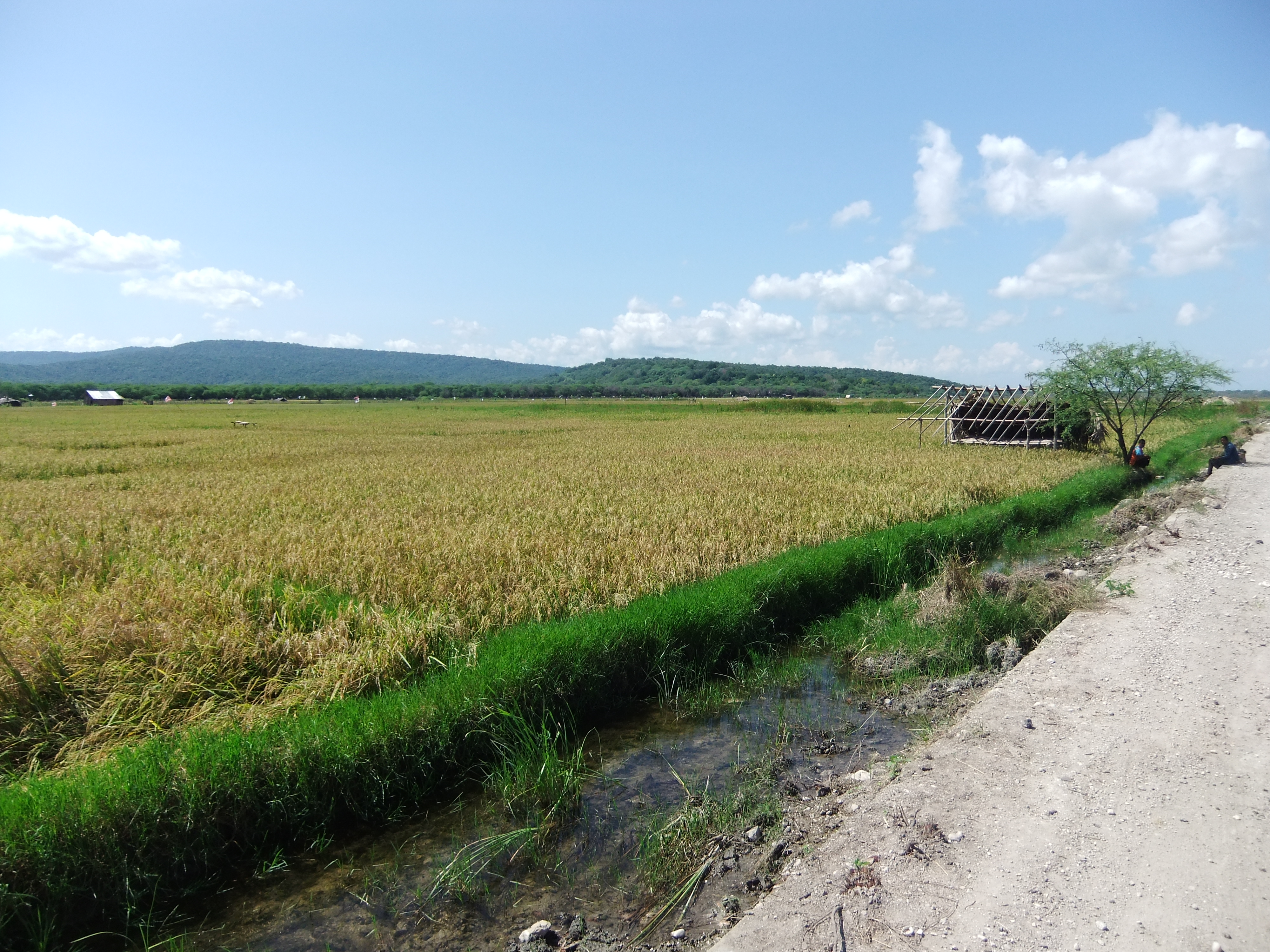
Reisfelder in Südzentraltimor

Der Wechsel von Trocken- und Regenzeit prägen den landwirtschaftlichen Rhythmus und das soziale Leben der weit verstreut lebenden, bäuerlichen Gemeinschaften der Bevölkerungen Westtimors. Ein wesentlicher Faktor für die Landwirtschaft dieser Kulturen bildet das Verhältnis zwischen Niederschlagsdauer und -menge, das heißt: die Dauer der Trockenheit ist entscheidend für den Anbau von Nahrungspflanzen; diese kann je nach Region bis zu neun Monaten pro Jahr anhalten. Aus diesem Grund besteht der bedeutendste Risikofaktor der Landwirtschaft in einer mangelnden Kontinuität der Niederschläge: Landwirtschaft ist ein Wettbewerb mit dem Verhalten des Monsuns.

## Belege
Zur Geschichte:
- Jane’s oceania – Timor (englisch)